# Ville-Marie (dzielnica)
Ville-Marie – jedna z dziewiętnastu dzielnic Montrealu. Ville-Marie to pierwotna nazwa Montrealu, dzielnica ta obejmuje również pierwotne terytorium miasta w momencie założenia w 1642 roku.
Ville-Marie zajmuje obszar na południu wyspy Île de Montréal, między wzgórzem Mont Royal a Rzeką Świętego Wawrzyńca oraz dwie inne wyspy: Sainte-Hélène i Notre-Dame.
Dzielnica jest głównym centrum biznesowym Montrealu, to właśnie tutaj swoje siedziby ma większość firm. Znajduje się tutaj również zabytkowe Vieux-Montréal (Stare Miasto), z wieloma ważnymi zabytkami, m.in. Bazyliką Notre-Dame, halą targową Marché Bonsecours, Starym Portem, Séminaire de Saint-Sulpice. Mieszczą się tutaj również: zabytkowy Place d'Armes, ratusz miejski oraz Quartier chinois (dzielnica chińska), Quartier latin (dzielnica łacińska), i Village gai (dzielnica gejowska).